# Aira Kaal
Aira Kaal (bis 1938 Alma-Vilhelmine Kaal, ab 1939 Aira Hone; * 25. Oktoberjul. / 7. November 1911greg. auf dem Hof Tiidu, Dorf Mui, heute Landgemeinde Saaremaa, Insel Saaremaa, Estland; † 7. April 1988 in Tartu) war eine estnische Schriftstellerin.

## Leben und Werk
Aira Kaal schloss 1940 ihr Studium an der Philosophischen Fakultät der Universität Tartu ab. Bereits vor Ende ihres Studiums hatte sie einige belletristische Werke veröffentlicht.
Kaal begrüßte die sowjetische Besetzung Estlands und die Machtübernahme durch die Kommunisten 1940. Im selben Jahr trat sie in die KPdSU ein.
Nach ihrem Studium war Aira Kaal als Journalistin tätig. Während der deutschen Besetzung Estlands (1941–1944) war sie hinter der sowjetischen Front aktiv.
Von 1945 bis 1950 war Kaal Dozentin für Marxismus-Leninismus. Nebenbei verfasste sie Gedichte, in denen sie auch Stalin und die Partei pries. 1951 wurde Kaal dennoch aus der KPdSU ausgeschlossen. 1955, nach der Entstalinisierung, wurde sie wieder in die Partei aufgenommen.
Im Oktober 1980 gehörte Kaal zu den Mitunterzeichnern des „Briefs der Vierzig“. Darin forderten vierzig estnische Intellektuelle von den sowjetischen Behörden den Erhalt der estnischen Sprache, zeigten Sympathie für die Jugendproteste in Estland und wandten sich indirekt gegen die Kreml-Politik der Russifizierung im Baltikum.
Aira Kaal war mit dem englischen Romanisten und Literaturwissenschaftler Arthur Robert Hone (1915–1972) verheiratet. Er unterrichtete an der Universität Tartu.

## Werke (Auswahl)

### Essay
- Mehe ja naise psühholoogiast (1936)

### Romane
- Mamma ja mina (1939, unter dem Pseudonym Reet Ueilu)
- Teelahkmel (1956)

### Lyriksammlungen
- Ma ei anna relva käest (1945)
- Võidurakett (1948)
- Vaba kodumaa (1950)
- Meretuuled (1958)
- Valitud luuletused (Anthologie, 1961)
- Üks tigu ilma majata (1968)
- Pihlakad mere ääres (1971)
- Hetked merega (1976)
- Saaks kord seda imet veel vaadata (Anthologie, 1981)

### Reisebeschreibungen
- Sajandite vangla (England, 1950)
- Muljed ja mõtted India-sõidult (Indien, 1958)
- Pilk tänapäeva Hiinasse (China, 1961)
- Esimest korda Armeenias (Armenien, 1964)

### Kurzprosa-Sammlungen
- Kodunurga laastud (drei Bände: 1966, 1970, 1978)
- Seitse tõtt ja seitse valet (1986)

### Deutsche Übersetzungen
- Das  Gedicht: „Wege der Freundschaft“. Übersetzt von Sepp Österreicher, in: Wo fängt denn unsere Heimat an? Hrsg. von Sepp Österreicher. Moskau: Verlag Progress 1973, S. 77.

- Die Kurzgeschichte: „Reedike Ats“. Übersetzt von Viktor Sepp, in: Estnische Novellen. Ausgewählt von Endel Sõgel. Tallinn: Perioodika 1979, S. 326–330.

## Auszeichnungen
1971 wurde Aira Kaal der Titel einer „Verdienten Schriftstellerin der Estnischen SSR“ verliehen. 1978 erhielt sie den Juhan-Smuul-Preis.